# Вриленд, Шэннон
Шэннон Вриленд (англ. Shannon Vreeland; род. 15 ноября 1991 года, Сент-Луис, Миссури) — американская пловчиха, олимпийская чемпионка 2012 года в эстафете 4×200 метров вольным стилем, многократная чемпионка мира в эстафетах. Специализируется в плавании вольным стилем на дистанциях 100 и 200 метров.
На Олимпийских играх 2012 года в Лондоне выступала только в эстафете 4×200 метров вольным стилем, участвовала и в предварительном заплыве, и в финале, в котором американки победили с новым олимпийским рекордом (7.42,92).
Тренируется в университете Джорджии.
В 2015 году выиграла четыре золотых и одну бронзовую медаль на летней Универсиаде в Кванджу.